# 米哈伊尔·马什科夫采夫
米哈伊尔·鲍里索维奇·马什科夫采夫（羅馬化：Mikhail Borisovich Mashkovtsev；1947年1月1日—2022年10月29日）是俄罗斯政治人物，于2000年至2007年间担任第二任堪察加州州长。
2022年10月29日，马什科夫采夫因长期患病去世，享年75岁。